# Mazinho
Iomar do Nascimento bedre kendt som Mazinho (født 8. april 1966 i Santa Rita, Brasilien) er en tidligere brasiliansk fodboldspiller (defensiv midtbane) og -træner.
Han spillede for flere forskellige klubber i hjemlandet, blandt andet Vasco da Gama og Palmeiras. Han var desuden udlandsprofessionel i Italien hos US Lecce og Fiorentina samt i Spanien hos Valencia CF og Celta Vigo.
Mazinho spillede mellem 1989 og 1994 desuden 22 kampe for det brasilianske landshold. Han var en del af holdet der vandt guld ved VM i 1994 i USA. Han spillede seks af brasilianernes syv kampe under turneringen. Han var også en del af den brasilianske trup til VM i 1990, til OL i 1988 og til to udgaver af Copa América, hvoraf 1989-udgaven blev vundet.
Mazinho var efter sit karrierestop kortvarigt træner i græske Aris Thessaloniki. Han er far til de tidligere spansk/brasilianske fodboldspillere, Thiago Alcântara og Rafinha. Rafinha.